# 式守伊之助 (6代)
6代 式守 伊之助（ろくだい しきもり いのすけ、1814年-1880年9月2日）は、大相撲の立行司。本名は長岡宗助→式守伊之助。出身地は現在の宮城県仙台市。

## 人物
4代伊之助の弟子で、文政13年11月式守宗助で番付につく。後に2代式守鬼一郎を襲名、嘉永3年（1850年）11月に次席に就いた。嘉永6年（1853年）11月に6代伊之助を襲名、年寄永浜を兼務した。明治13年（1880年）に死去するまで伊之助在位28年、53場所は史上最多の記録。明治10年（1877年）1月から首席（木村庄之助の上位）に就いた。